# Lukas Meschik
Lukas Meschik (* 1988 in Wien) ist ein österreichischer Schriftsteller.

## Leben
Meschik debütierte 2009 im Verlag Luftschacht mit dem Roman Jetzt die Sirenen. Der Rezensent der Zeit verglich das Werk mit Steffen Popp als einem weiteren jungen Autor, dem „trotz Virtuosität und Sprachspiel nicht die Wärme verloren geht“. Im März 2010 erschien der Erzählband Anleitung zum Fest, ebenfalls im Luftschacht-Verlag. Meschik wechselte 2011 zum Verlag Jung und Jung. Im Februar 2012 legte er den über 500 Seiten starken Roman Luzidin oder Die Stille vor. Im Herbst 2013 war Meschik der Kitzbüheler Stadtschreiber. 2019 wurde er von Stefan Gmünder zum Ingeborg-Bachmann-Wettbewerb eingeladen.
Lukas Meschik lebt in Wien.

## Veröffentlichungen
- Jetzt die Sirenen. Luftschacht, Wien 2009, ISBN 978-3-902373-39-7.
- Anleitung zum Fest. Luftschacht, Wien 2010, ISBN 3-902373-53-9.
- Luzidin oder Die Stille. Jung und Jung, Salzburg 2012, ISBN 978-3-902497-99-4
- Über Wasser, Limbus Verlag, Innsbruck 2017, ISBN 978-3-99039-097-9
- Die Räume des Valentin Kemp, Limbus Verlag, Innsbruck 2018, ISBN 978-3-99039-118-1
- Vaterbuch, Limbus Verlag, Innsbruck 2019, ISBN 978-3-99039-156-3